# حاز (همدان)

تعديل مصدري - تعديل

حاز هي إحدى قرى عزلة جشم بمديرية همدان التابعة لمحافظة صنعاء، بلغ تعداد سكانها 2683 نسمة حسب تعداد اليمن لعام 2004.